# 할스카랍토르

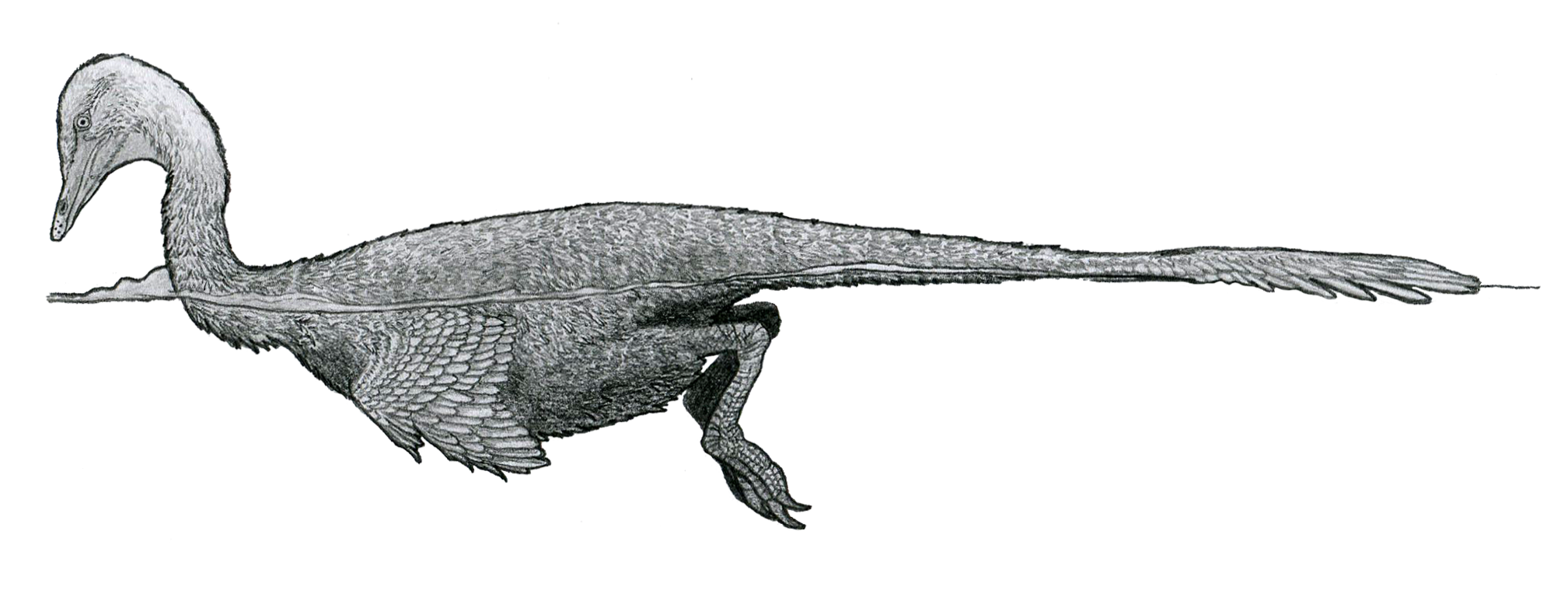
할스카랍토르

할스카랍토르(Halszkaraptor)는 약 7500만 년 전 백악기 후기 몽골에서 살았던 수각류 공룡이다. 속명의 뜻은 '할스카의 약탈자'이며, 여성 고생물학자 중 최초로 공룡을 연구한 사람들 중 한 명인 '할스카 오스몰스카(Halszka Osmólska)'의 이름을 따온 것이다.

## 발견
몸길이는 60cm 정도로 청둥오리만한 크기의 작은 공룡이었다. 매우 기다란 목을 가지고 있었는데, 아우스트로랍토르나 부이트레랍토르보다도 몸 전체에서 차지하는 목의 비율이 컸다. 그러나 꼬리는 짧았기 때문에 무게 중심이 앞으로 쏠리게 되어 현생 두루미나 황새목 조류처럼 상체를 위쪽으로 치켜세운 자세로 걸었을 것으로 추정된다. 뒷발의 갈고리 발톱은 상대적으로 작았다.
주로 반수생 생활을 했을 것으로 추정되어, 이 사실은 학계의 주목을 받았다. 앞쪽으로 쏠린 무게중심과 노처럼 납작한 앞발은 수영하기에 적합한 형태였으며, 백조처럼 콧구멍이 주둥이 위쪽에 위치하고 있었고 골격 구조가 마치 현생 비오리와 유사했다. 긴 다리는 물가에서 이동하기에 편리했고, 뒤쪽으로 구부러진 예리한 이빨들을 가지고 있었다. 이러한 근거로 물가에 서식하면서 주로 헤엄을 치면서 물고기를 사냥하여 먹었을 것이라고 추측하고 있다.
하지만 이것은 그저 추측일 뿐이며, 현재까지도 반수생 생활에 관한 논란은 계속되고 있다.